# Rock 'n' Roll (videogioco)
Rock 'n' Roll è un videogioco per Amiga a scorrimento con enigmi logici pubblicato nel 1989 da Rainbow Arts e convertito per diversi sistemi dell'epoca. Gli effetti sonori e la musica furono curate da Chris Hülsbeck.

## Storia
Una sfera è intrappolata senza alcuna ragione specifica in un labirinto, bisogna trovare il modo di farla uscire da ogni livello giungiendo all'uscita sani e salvi. 

## Modalità di gioco
Nel percorso si possono incontrare diversi ostacoli come lastre di ghiaccio che faranno scivolare la sfera, piattaforme che esploderanno al passaggio, muri mobili e pavimenti che cederenno all'improvviso. Ci saranno porte che necessiteranno di una chiave per essere aperte. L'inerzia della sfera è rappresentata in modo fedele. Il videogioco comprende 32 livelli più due nascosti. 